# 메이 제미슨
메이 캐럴 제미슨(영어: Mae Carol Jemison, 1956년 10월 17일 ~ )은 미국의 공학자 겸 의사이자, 전 NASA 우주비행사이다. 1992년 인데버 우주왕복선에 탑승하여 8일 동안 임무를 수행했다. 최초의 미국 흑인 여성 우주인으로 알려져 있다. 1987년 우주여행 TV 드라마 《스타 트렉: 더 넥스트 제너레이션》에 파머 중위 역으로 출연하기도 했는데, 제미슨이 우주비행사의 꿈을 꾼 계기가 《스타 트렉》의 우후라 때문이었다고도 한다.